# سارة مابل
سارة مابل (بالإنجليزية: Sarah Maple)‏ هي فنانة بريطانية، ولدت في 1985 في إنجلترا في المملكة المتحدة.

## وصلات خارجية
- الموقع الرسمي